# Ernest Lespinasse
Ernest Lespinasse (20. oktober 1897 – 22. november 1927) var en fransk gymnast som deltog under OL 1920 i Antwerpen. 
Lespinasse vandt en bronzemedalje i gymnastik under OL 1920 i Antwerpen. Han var med på det franske hold som kom på en tredjeplads i holdkonkurrencen i multikamp.